# Фауста (съпруга на Констант II)
Вижте пояснителната страница за други личности с името Фауста.
Фауста (* ок. 630; † след 668) е византийска императрица, съпруга на император Констант II и майка на император Константин IV Погонат.

## Биография
Дъщеря е на Валентиний, византийски военачалник от арменски произход, потомък на арменската династия на Аршакидите. Фауста се омъжва за Констант II през 642 г. Двамата имат трима сина:
- Константин IV Погонат
- Ираклий
- Тиберий

Точната дата на смъртта на Фауста е незивестна. Известно е, че тя надживява съпруга си, който е убит в банята си на 15 септември 668 г. В „За церемониите“ император Константин VII споменава, че императрицата е погребана в църквата „Св. Апостоли“ в Константинопол.